# Elegant Putkopje
Het elegant putkopje (Silometopus curtus) is een spinnensoort in de taxonomische indeling van de hangmatspinnen (Linyphiidae).
Het dier behoort tot het geslacht Silometopus. De wetenschappelijke naam van de soort werd voor het eerst geldig gepubliceerd in 1881 door Eugène Simon.